# Hannah Wang
Hannah Wang (* 18. April 1989 in Sydney) ist eine australische Schauspielerin.
Sie wurde vor allem durch ihre Rolle als Kenny in der australischen Kinderserie Der Sleepover Club bekannt. Sie spielt Violine und spricht fließend kantonesisch und spanisch.

## Filmografie
- 2000: Beastmaster – Herr der Wildnis (BeastMaster, Fernsehserie, 1 Episode)
- 2000: Prophecy of the Tiger – Die Rache des Tigers (Dr. Jekyll & Mr. Hyde, Fernsehfilm)
- 2003: Der Sleepover Club (The Sleepover Club, Fernsehserie, 26 Episoden)
- 2006: Creatures of Creation
- 2011: Sleeping Beauty
- 2011: Bitcom and the Oblivion Ray (Fernsehfilm)